# Universidade Estadual do Colorado

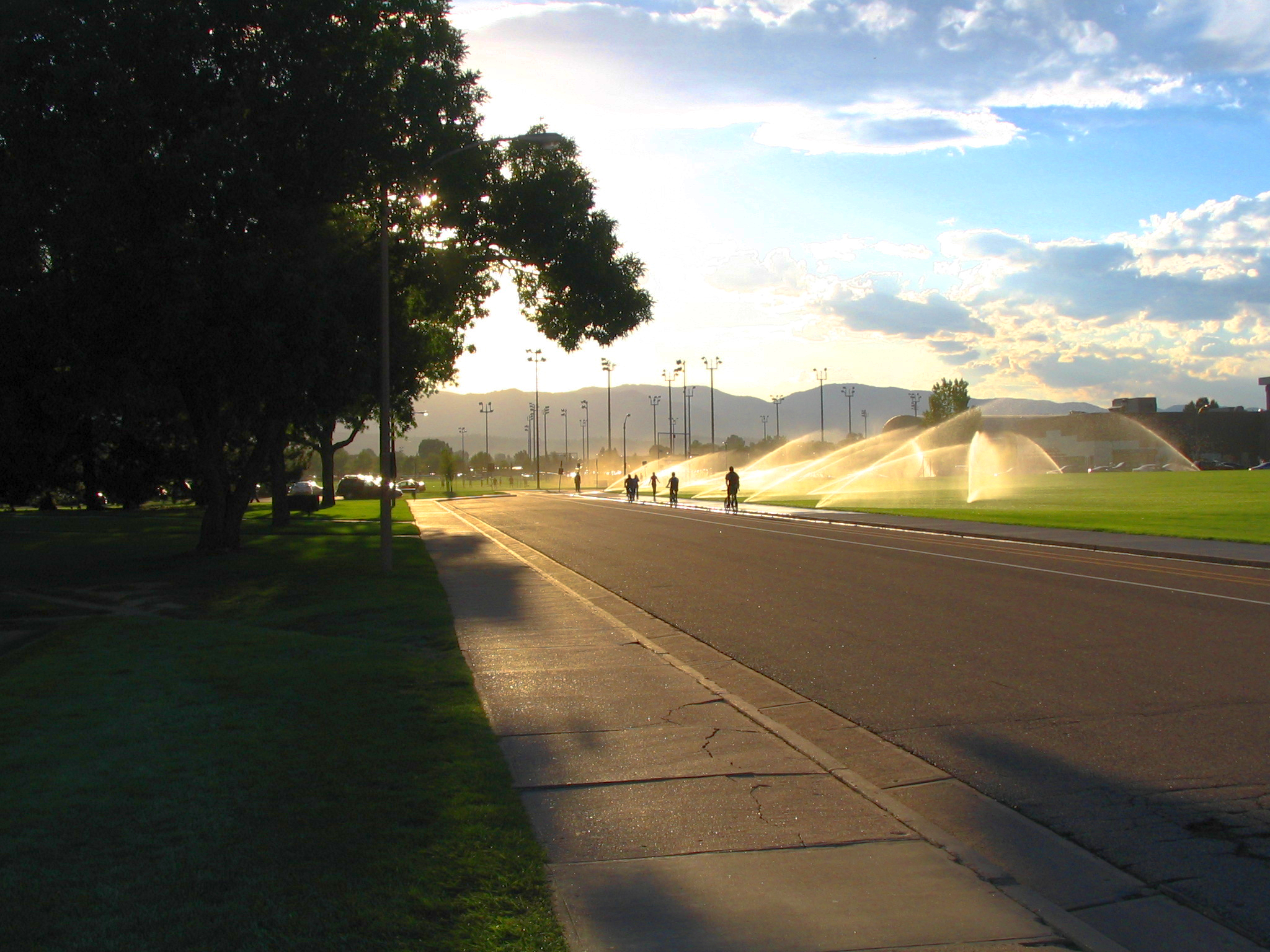
Campus da Universidade Estadual do Colorado

A Universidade Estadual do Colorado (em inglês, Colorado State University) é uma instituição pública de nível superior localizada em Fort Collins, no estado do Colorado, nos Estados Unidos da América.